# 横浜市児童遊園地

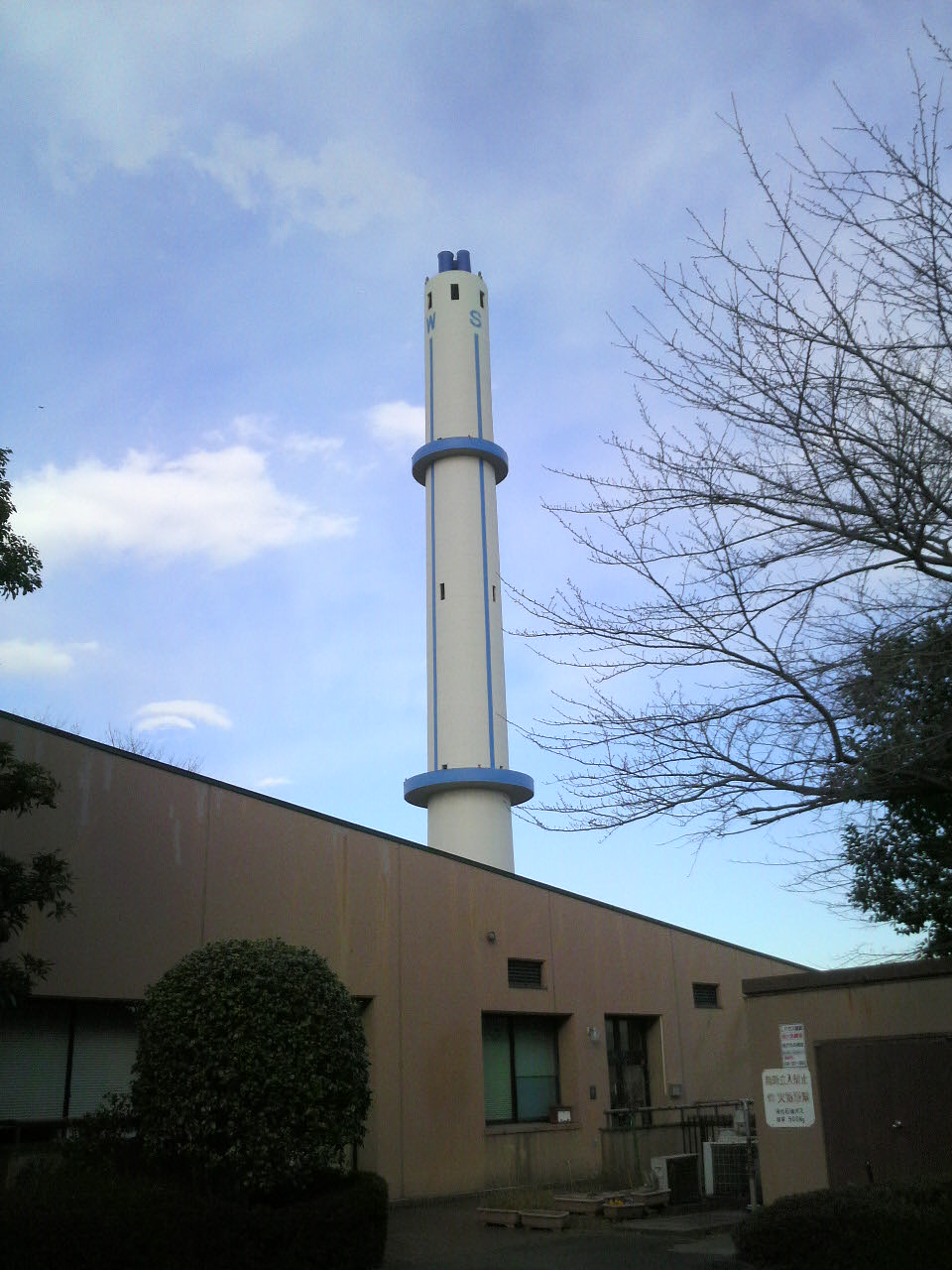
隣接する保土ヶ谷工場と老人福祉センター

横浜市児童遊園地（よこはましじどうゆうえんち）は、神奈川県横浜市保土ケ谷区に所在する都市公園である。

## 概要
横浜市の管轄で、所管部署は横浜市環境活動支援センター。横浜市のほぼ中央、保土ケ谷区の南端に位置する。すべり台や雲梯はあるものの、「遊園地」という名前から連想されるような動力を持つ機械式の遊具はなく、春は桜、秋は銀杏や紅葉といった緑に囲まれたのどかな公園である。環境活動支援センター、横浜市こども植物園、英連邦戦死者墓地などの施設と隣接し、周辺にも自然が多い。園内は起伏のある地形で、階段や坂道が多くある。

## 沿革
日本の近代学校制度制定50周年を記念して、1922年に横浜市と市内の小学校長により整備計画がなされる。関東大震災による工事の一時中断を経て1929年に完成。運動場や大芝生広場、プールなどがあり、戦前は格好の遠足地としても親しまれた。
第二次世界大戦後、1951年のサンフランシスコ講和条約関連して締結された協定により、園内の一部が接収され英連邦軍の戦没者墓地として永久使用されることが決定。1957年から代替施設の整備が行われる。
1980年に横浜市環境事業局（現在の資源循環局）の保土ヶ谷工場が建てられると共に、工場で焼却炉によって発生する熱エネルギーを利用した温水プールが園内に作られた（2010年に保土ヶ谷工場が休止され、現在はボイラーを使用している）。

## 園内施設
- 横浜市保土ケ谷プール - 通年営業の室内温水プール
- お弁当広場 - 運動広場と芝生
- 小広場
- 梅林
- 池
- トイレ
- 駐車場

## 交通アクセス
「上星ヶ谷」バス停
- 横浜市営バス
  - 53系統
  - 79系統

「権太坂上」バス停
- 横浜市営バス
  - 106系統
  - 28系統：（本数少）
- 神奈川中央交通（神奈中バス）
  - 77系統
  - 横17系統
  - 横46系統：（早朝・1往復のみ）
  - 東21系統（平日土曜朝のみ）
  - 戸38系統
  - 205系統（早朝・2往復のみ）